# Leah Smith
Leah Smith (Mount Lebanon, 19 aprile 1995) è una nuotatrice statunitense.

## Palmarès
- Giochi olimpici

Rio 2016: oro nella 4x200m sl e bronzo nei 400m sl.
- Mondiali

Kazan 2015: oro nella 4x200m sl.
Budapest 2017: oro nella 4x200m sl, argento nei 400m sl e bronzo negli 800m sl.
Gwangju 2019: argento nella 4x200m sl e bronzo nei 400m sl.
Budapest 2022: oro nella 4x200m sl e bronzo nei 400m sl.
Fukuoka 2023: argento nella 4x200m sl.
- Mondiali in vasca corta

Windsor 2016: oro nei 400m sl e negli 800m sl e argento nella 4x200m sl.
Hangzhou 2018: argento nella 4x200m sl e bronzo negli 800m sl.
Melbourne 2022: bronzo nei 400m sl e nella 4x200m sl.
- Campionati panpacifici

Gold Coast 2014: oro nella 4x200m sl.
Tokyo 2018: argento nella 4x200m sl, bronzo nei 400m sl, negli 800m sl e nei 1500m sl.
- Universiade

Gwangju 2015: oro nei 400m sl e nella 4x200m sl.

## International Swimming League
| Stagione 2019 | Stagione 2020    | Stagione 2021    |
| ------------- | ---------------- | ---------------- |
| LA Current    | Tokyo Frog Kings | Tokyo Frog Kings |